# 贝托希
贝托希（羅馬化：Bytoshʹ），旧名贝托什卡（Бытошка）、贝托希（Бытоши）、贝托沙（Бытоша），是俄罗斯布良斯克州的市级镇，属佳季科沃区，在区行政中心佳季科沃西北约30（19英里）处。
该地2021年人口有4,338人；2010年人口4,255；2002年人口4,515；1989年人口5,341。